# Staffanstorps kommun
Staffanstorps kommun er en kommune i Skåne län (Skåne) i Sverige. I kommunen ligger Jakriborg.

## Byområder
Befolkning pr. 31. december 2005:
| # | Byområde     | Befolkning |
| - | ------------ | ---------- |
| 1 | Staffanstorp | 13,783     |
| 2 | Hjärup       | 3,885      |
| 3 | Kyrkheddinge | 251        |